# Asterias rollestoni
Asterias rollestoni là tên của một loài sao biển phổ biến và là loài bản địa của những vùng biển của Trung Quốc và Nhật Bản. Bên cạnh đó, nó còn có thể ở xa về phía bắc hoặc là ở vùng biển của châu Mỹ, điều này vẫn chưa được chứng minh.
Người Trung Quốc xem nó là dược liệu hữu ích trong y học cổ truyền của họ và vào năm 2015, họ chứng minh rằng nó là loại dược phẩm có ích.

## Mô tả
Loài này có 5 cánh và cái "đĩa" trung tâm có kích thước vừa phải. Chiều dài của cánh lên đến 12 cm, Tỉ lệ giữa chiều dài cánh và bán kính "đĩa" thường từ 4:1 đến 4,5:1. Ấu trùng của nó ở dạng sinh vật phù du.
Năm 1914, mẫu vật của loài này được phát hiện và bị nhầm lẫn với Asterias rathbuni. Điểm khác nhau của A. rollestoni với A. rathbuni là gai ở gần miệng ít hơn, gai lưng và mép thì dài hơn và nhiều chân kìm nhỏ (một cấu trúc giống càng của cua). Và khi so sánh với A. versicolor thì nó có nhiều gai và chân kìm dài, bén hơn.
Nó sẽ mọc lại cánh mời sau 4 ngày kể từ khi bị đứt cánh.

## Phân bố và môi trường sống
Theo như Djakonov, người ta thu thập được mẫu vật của loài này ở độ sâu từ 5 đến 96 mét. Ngày nay, ta bắt được nó ở vùng cận duyên ở vùng biển phía đông quanh Nhật Bản, về phía tây đến biển Nhật Bản, xa hơn nữa là Hoàng Hải và về phía bắc là từ vịnh Peter, Primorsky đến vùng biển của De-Kastrri, Khabarovsk. Nó là loài sao biển phổ biến nhất ở vùng biển của Trung Quốc.